# Zechstein
Zechstein ist eine lithostratigraphische Gruppe der Dyas im nördlichen Mitteleuropa. Die Dyas (das Zweigeteilte, nach der Unterteilung in Rotliegend und Zechstein) war der in Mitteleuropa geprägte Name für das Perm, der sich aber international nicht durchsetzen konnte. Im 20. Jahrhundert stand der Begriff Zechstein (wie auch Rotliegend) zudem für eine Einheit der Geologischen Zeitskala und wurde mit dem Oberperm gleichgesetzt. Dies wird heute nicht mehr praktiziert, denn die Liegend-Grenze zum Rotliegend ist diachron und damit als Zeitmarke ungeeignet. Auch die Hangend-Grenze Zechstein/Buntsandstein liegt vor der internationalen Perm-Trias-Grenze. Der Zechstein wird deshalb heute in der Literatur nur noch als Gesteinseinheit (= Einheit der Lithostratigraphie) interpretiert, nicht mehr als Zeitintervall der Erdgeschichte. Das Zentrum des Zechsteinbeckens lag in Nord- und Mitteldeutschland sowie in Polen. Der Zechstein folgt auf die Gesteinseinheit des Rotliegend und wird von der lithostratigraphischen Gruppe des Buntsandstein überlagert.

## Geschichte und Namensgebung
Zechstein ist einerseits ein bergmännischer Begriff, der „zäher Stein“ bedeutet. Andererseits erinnert dieses Wort an den „Zechstein“, auf dem die Zechen (Bergwerksgebäude) für den Abbau des Kupferschiefers lagen.

## Definition
Der Zechstein im lithostratigraphischen Sinne beginnt mit der Ablagerung des Kupferschiefers. Das von Norden kommende Zechsteinmeer hinterließ bei seinen großräumigen Vorstößen in die heutigen mitteleuropäischen Regionen bis zu sieben Zyklen mit teils siliziklastischen, teils karbonatischen, teils evaporitischen Sedimenten (Werra, Staßfurt, Leine, Aller, Ohre, Friesland und Fulda). In der Literatur wird gelegentlich noch ein achter Zyklus diskutiert, der bisher aber nicht sicher nachgewiesen werden konnte. Ein Zyklus besteht im Idealfall aus Tonstein, überlagert von Kalkstein bzw. Dolomit und darüber eine Folge aus Anhydrit, Steinsalz und Kalisalz. Aufgrund regionaler Varianz in der Morphologie des Grundgebirges sowie aufgrund eines Wandels dieser Paläogeographie im Laufe des Oberperms sind nirgends im Zechsteinbecken alle sieben Zyklen vollständig ausgebildet.
Der Zechstein wird heute im Wesentlichen mit den internationalen chronostratigraphischen Stufen des Wuchiapingium und Changhsingium korreliert, die zur Serie des Lopingium (oder Oberperm) zusammengefasst werden. Der Zechstein endet jedoch noch kurz vor der Perm-Trias-Grenze im oberen Changhsingium. Die Zechsteinbasis ist diachron, und deshalb könnte die Rotliegend-Sedimentation noch bis in das Wuchiapingium hineinreichen. In absoluten Zahlen ausgedrückt begann der Zechstein vor etwa 257,3 Millionen Jahren und endete vor etwa 251 Millionen Jahren.

## Untergliederung
Die Zechstein-Gruppe gliedert sich im Beckenzentrum in Norddeutschland in sieben Formationen, die den sieben Zyklen entsprechen (in stratigraphischer Abfolge):
- Fulda-Formation (zFu)
- Friesland-Formation (zFr)
- Ohre-Formation (zO)
- Aller-Formation (zA)
- Leine-Formation (zL)
- Staßfurt-Formation (zS)
- Werra-Formation (zW)

Am Beckenrand am Ostrand des Rheinischen Schiefergebirges:
- Frankenberg-Formation (zFb)
- Geismar-Formation (zGs)
- Stätteberg-Formation (zSb)
- Battenberg-Formation (rzBt)

In der Nordpfalz, ebenfalls am Beckenrand, wird abgelagert:
- Stauf-Formation (zSt)

In der Oberpfalz:
- Lindau-Formation (zLi)

Am Beckenrand in Baden-Württemberg wird die Zechstein-Gruppe in vier Formationen untergliedert:
- Tigersandstein-Formation (zT)
- Langenthal-Formation (zLa)
- Zechsteindolomit-Formation (zD)
- Kirnbach-Formation (zK)

Die Kirnbach-Formation verzahnt sich mit der Zechsteindolomit-Formation und der Tigersandstein-Formation, letztere verzahnt sich auch mit der Langenthal-Formation.

## Wirtschaftliche Bedeutung
Der Kupferschiefer hatte auf Grund seiner regional verstärkt auftretenden Buntmetallführung als Silber- und Kupferlieferant vom Mittelalter bis zum Ende des zwanzigsten Jahrhunderts große volkswirtschaftliche Bedeutung.
Der zweite wichtige Bodenschatz, der in der Zechsteinepoche gebildet wurde, sind die heute noch stark in Abbau stehenden Stein- und Kalisalze.
Als dritter bedeutender Bodenschatz werden die mächtigen Anhydritvorkommen bzw. der aus ihnen durch Wasseraufnahme hervorgegangene Gips seit Jahrhunderten intensiv genutzt. Besonders im Südharzer Zechsteingürtel prägen Gipstagebaue heute vielerorts das Landschaftsbild. Dies führt zu heftigen Kontroversen zwischen den Verbänden der Gipsindustrie und Naturschutzbestrebungen.